# Condado de Strandasýsla

Strandsýsla se localiza al noroeste de Islandia, una parcela de su territorio se localiza en la península más extensa del país.

El Condado de Strandasýsla es uno de los veintitrés condados de Islandia. Se encuentra en el oeste del país. Su establecimiento principal es Hólmavík. 

## Geografía
Este condado se encuentra localiza al oeste de la República de Islandia. Posee una extensión de territorio que ocupa 3.504 kilómetros cuadrados de superficie. Su clima es frío, como en el resto de este país. La Zona Horaria empleada es Atlantic/Reykjavík, la misma es utilizada en el resto de Islandia.

## Establecimientos en Strandasýsla
| Ciudad            | Elevación | Población    |
| ----------------- | --------- | ------------ |
| Árnes             | 3 pies    | 3 personas   |
| Bær               | 0 pies    | 9 personas   |
| Broðeyri          | 0 pies    | 27 personas  |
| Drangsnes         | 0 pies    | 65 personas  |
| Gjögur            | 0 pies    | 1 persona    |
| Guðlaugsvík       | 275 pies  | 4 personas   |
| Hafnarhólmur      | 252 pies  | 11 personas  |
| Hólmavík          | 209 pies  | 385 personas |
| Húsavík           | 26 pies   | 25 personas  |
| Kaldrananes       | 547 pies  | 10 personas  |
| Kollafjarðarnes   | 0 pies    | 13 personas  |
| Kúvíkur           | 561 pies  | 8 personas   |
| Munaðarnes        | 469 pies  | 3 personas   |
| Norðurfjörður     | 3 pies    | 4 personas   |
| Ófeigsfjörður     | 272 pies  | 3 personas   |
| Óspakseyri        | 337 pies  | 15 personas  |
| Prestbakki        | 0 pies    | 3 personas   |
| Reykjarnes        | 0 pies    | 1 persona    |
| Sandnes           | 213 pies  | 10 personas  |
| Staður            | 160 pies  | 19 personas  |
| Stóra Fjarðarhorn | 679 pies  | 21 personas  |

## Demografía
Su superficie es de 3.504 kilómetros cuadrados, mientras que la población que reside en este condado está conformada por 640 habitantes. La densidad poblacional es de 0,18 pobladores por cada kilómetro cuadrado del Condado de Strandasýsla.